# 柳井綾音
柳井 綾音（やない あやね、2003年12月24日 - ）は、日本の陸上競技選手。福岡県出身。

## 経歴
北九州市立高等学校卒業、立命館大学在学中。
2022年U20世界陸上競技選手権大会では、10000メートル競歩で銅メダル獲得。
2023年3月19日、全日本競歩能美大会20km競歩で1時間30分58秒で優勝。
2023年6月10日、第4回順天堂大学競技会の10000メートル競歩で44分27秒72を記録。2010年の岡田久美子の記録を更新し、日本学生新記録を樹立。
2023年世界陸上競技選手権大会の女子20キロ競歩では、1時間34分59秒で30位。
2024年1月1日、元旦競歩の10キロで42分58秒を記録。2007年の渕瀬真寿美の記録を更新し、日本学生新記録を樹立。
2024年2月18日の日本選手権20キロ競歩では、1時間31分25秒で3位。
4月の第30回世界競歩チーム選手権の代表に選出され、1時間32分52秒で18位。
2024年パリオリンピックの混合リレー代表に選出。7月6日、20km競歩への出場も決定したことが発表された。
2024年5月25日、関西インカレの10000メートル競歩において44分21秒85で3連覇。自身の記録を更新し、日本学生新記録をマークした。7月6日、ホクレン・ディスタンスチャレンジ2024の10000メートル競歩において43分49秒85で優勝し、日本学生記録をさらに更新した。
7月29日にパリオリンピックの混合競歩リレーに専念するため20km競歩への出場を辞退することが発表された。
8月7日に行われたパリオリンピックの混合競歩リレーでは、髙橋和生とともに出場し、2時間58分07秒で13位。
10月の佐賀国民スポーツ大会では、成年女子5000m競歩において21分14秒06で優勝。
2025年2月16日の日本選手権20キロ競歩では、1時間33分33秒で4位。